# Epicephala euchalina
Epicephala euchalina är en fjärilsart som beskrevs av Edward Meyrick 1922. Epicephala euchalina ingår i släktet Epicephala och familjen styltmalar.
Artens utbredningsområde är Myanmar. Inga underarter finns listade i Catalogue of Life.